# Walter Bucher
Walter Bucher   (Zúric, 8 de juny de 1926 - Zúric, 6 de març de 2025) va ser un ciclista suís que fou professional del 1950 al 1962.
Especialitzat en el ciclisme en pista, entre 1955 i 1959 va guanyar una medalla en tots els Campionats del Món de Mig Fons, amb un total d'un or, tres plates i un bronze. També aconseguí onze victòries en curses de sis dies i va guanyar cinc títols nacionals de mig fons (1955, 1957 a 1960). El 1948 va prendre part en els Jocs Olímpics d'Estiu de Londres, on fou cinquè en la cursa de persecució per equips del programa de ciclisme.
No va poder disputar el Campionat del món de 1961 per culpa d'una caiguda patida a començaments d'any. El 1952 deixà el ciclisme i fundà una empresa naviliera. Es jubilà el 1992 per culpa d'un accident laboral.

## Palmarès
- 1952
  - 1r als Sis dies de Gant (amb Armin von Büren)
  - 1r als Sis dies de Münster (amb Jean Roth)
- 1953
  - 1r als Sis dies de Münster (amb Jean Roth)
  - 1r als Sis dies de Berlín (amb Jean Roth)
  - 1r als Sis dies de Múnic (amb Jean Roth)
- 1954
  - 1r als Sis dies de Frankfurt (amb Jean Roth)
- 1955
  -  Campió de Suïssa de Mig fons
  - 1r al Tour de Quatre Cantons
  - 1r als Sis dies de Zuric (amb Jean Roth)
- 1956
  - 1r als Sis dies de Berlín (amb Jean Roth)
  - 1r als Sis dies d'Aarhus (amb Jean Roth)
  - 1r als Sis dies de París (amb Jean Roth i Oscar Plattner)
- 1957
  -  Campió de Suïssa de Mig fons
- 1958
  -  Campió del món de Mig fons
  -  Campió de Suïssa de Mig fons
  -  Campió de Suïssa de Madison (Oscar Plattner)
- 1959
  -  Campió de Suïssa de Mig fons
  -  Campió de Suïssa de Madison (Oscar Plattner)
  - 1r als Sis dies de Zuric (amb Reginald Arnold)
- 1960
  -  Campió de Suïssa de Mig fons